# George Nechironga
George Nhamo „Tyson” Nechironga (ur. 7 czerwca 1969 w Salisbury) – zimbabwejski piłkarz występujący na pozycji napastnika.

## Kariera klubowa
Wychowanek klubu State House Tornadoes z rodzinnego miasta Salisbury. W 1986 roku został zawodnikiem CAPS United, gdzie rozpoczął karierę na poziomie seniorskim. Przez 5 kolejnych sezonów występował z tym zespołem na poziomie Zimbabwe Premier Soccer League. W 1990 roku uhonorowano go wraz z Peterem Ndlovu nagrodą Soccer Star of the Year dla najlepszego zimbabwejskiego gracza. W 1991 roku przeniósł się do prowadzonego przez Wiesława Grabowskiego klubu Darryn Textiles FC (po zmianie nazwy w 1992 jako Darryn T), gdzie grał przez kolejne 2,5 roku. W czerwcu 1993 roku podpisał kontrakt z występującym w National Soccer League Bloemfontein Celtic FC.
Na początku 1995 roku został piłkarzem Sokoła Pniewy. 4 marca 1995 zadebiutował w I lidze w zremisowanym 0:0 meczu przeciwko Petrochemii Płock, wchodząc na boisko w 68. minucie za Krzysztofa Konona. 14 czerwca 1995 w meczu z Lechem Poznań (2:1) zdobył swoją jedyną bramkę dla Sokoła, stając się pierwszym afrykańskim piłkarzem, który strzelił gola w polskiej ekstraklasie. Po zakończeniu sezonu 1994/95 odszedł z zespołu i ponownie został graczem CAPS United.
Od połowy 1996 roku, kiedy to utworzono Premier Soccer League, występował w klubach z Południowej Afryki: Bloemfontein Celtic FC, Santos FC, Free State Stars FC oraz African Wanderers FC. Ogółem jako gracz tych zespołów zdobył w Premier Soccer League 27 goli w 69 występach. W 2001 roku powrócił do występującego wówczas w National First Division Bloemfontein Celtic FC, gdzie 3 lata później, po wywalczeniu awansu do PSL, zakończył grę w piłkę nożną na zawodowym poziomie.

## Kariera reprezentacyjna
W 1988 roku wywalczył z reprezentacją Zimbabwe U-20 wygraną w turnieju COSAFA U-20 Challenge Cup rozgrywanym w Botswanie. W meczu finałowym przeciwko Zambii (2:1) zdobył on bramkę. W latach 1989–1992 występował w kadrze Zimbabwe U-23, dla której rozegrał 22 spotkania i zdobył 12 goli. W reprezentanci Zimbabwe zadebiutował 9 grudnia 1989 w przegranym 1:2 meczu CECAFA Cup 1989 z Kenią. W debiucie strzelił gola. W kadrze narodowej od 1989 do 1995 wystąpił 3 razy i strzelił 1 bramkę.

## Życie prywatne
Urodził się w 1969 roku w Salisbury jako jedno z pięciorga dzieci Jawetta i Constance Nechironga. Wywodzi się z jednej z najbardziej znanych sportowych rodzin w historii Zimbabwe. Jego ojciec Jawett Nechironga (1940–2017) uznawany jest za jednego z najlepszych piłkarzy okresu kolonialnego. Jako gracz St Paul's Musami wywalczył tytuł mistrzowski w 1966 roku. Jego stryj Partick „Jele” Nechironga (1957–2013) był zawodowym piłkarzem oraz trenerem piłkarskim. Jego brat Francis występował na pozycji napastnika w Zimbabwe Premier Soccer League na przełomie lat 80. i 90. XX wieku. Wśród członków jego najbliższej rodziny znajdowali się również reprezentanci Zimbabwe w rugby oraz netballu kobiet.

## Sukcesy

### Zespołowe
Zimbabwe U-20
- COSAFA U-20 Challenge Cup: 1988

### Indywidualne
- Soccer Star of the Year: 1990